# 蘿拉兔
蘿拉兔（英語：Lola Bunny），樂一通的登場角色之一，是美國的一名虛構卡通人物，由華納兄弟動畫公司設計製作，以參考兔巴哥為原型，然後將性別設定為女性，作為與他的官方配對，首次在1996年的樂一通電影《怪物奇兵》登場。

## 在怪物奇兵登場
首次出現在1996年的電影《怪物奇兵》，配音為Kath Soucie，身上有著黃褐色的毛色，白金色的劉海及水色的雙眼， 以及用紫色橡皮束成馬尾狀的雙耳。其籃球技術在樂一通成員中相當高超，也與夥伴們為了自由而與麥可·喬登合作參加比賽對抗怪物奇兵隊。
在電影中初登場時，因為有著極為高挑的性感身材，對自身的魅力相當有自信，且穿著緊身的運動褲，隨即吸引著全場樂一通角色的目光，尤其是兔巴哥見到她後對其一見鍾情。但蘿拉起先認為他相當輕浮並瞧不起，還因為兔巴哥使用了小妞這個讓蘿拉忌諱的用語稱呼而感到相當火大，在練習中用自己的高超技術完敗兔巴哥，警告不許再稱呼她為小妞後高傲地離去。
而隨後在與怪物奇兵隊的正式比賽中使出了高超的籃球技術，但在一次失誤中被撞到在地，並面臨被壓扁的危險，而在千鈞一髮之際被兔巴哥拯救，但也導致兔巴哥代替了她而被壓扁，看到對方為了自己捨身相救，進而對他有所感動，並給了他一吻，使得原本被壓扁受傷的兔巴哥因為「愛的力量」瞬間回復到最佳的狀態，也一舉扭轉了比賽分數而贏得勝利。兩人在賽後也正式成為一對情侶，而在影片後段被兔巴哥回敬一吻時也出現了興奮的情緒。
雖然樂一通隊有不少男性的目光被她吸引，但她最後仍選擇了兔巴哥。

## 樂一通秀時期
之後登場於樂一通秀作為演出的固定班底，配音也換成了Kristen Wiig（台灣中文配音則為謝佼娟）。
有別於怪物奇兵時期的樣貌，其造型在也被重新設計成新的版本，與舊版本的樣貌相差即大，個性也變得較為活潑與聒噪，對於與兔巴哥的戀情方面也處於比較主動的一方，甚至對於兔巴哥的愛已經到了瘋狂的地步，不只擁有他的私生活照片，還曾把他帶回家見自己的父母，宛如逼婚一般。雖然身為男友的兔巴哥對她也有其好感，但這些舉動大部分讓他感到頭痛與恐懼，甚至導致兔巴哥會拼命的躲著她，但她總有辦法將其找到。
偶爾也會幫助別人的戀情，曾幫忙達菲鴨向其女友蒂娜魯索詢問約會的日期，其後與蒂娜魯索成為好友。
家境富裕，與名為Walter(配音為John O'Hurley)和Patricia(配音為Grey DeLisle)的父母住在一起。

## 其他媒體
除了上述的作品，亦有在其他的電視節目上登場，像是寶貝樂一通中以三歲的幼兒樣貌登場，不但個性像男孩子，對籃球也很拿手，雖然很常表現的像成熟的小大人，但仍有孩子氣的時候。
角色原型來自於1990年的動畫迷你樂一通的芭比兔(Babs Bunny)，設計團隊以芭比兔的草稿為基礎，經過修改成為高挑成熟的造型後用在怪物奇兵中。
而除此之外也登場於其他直接發行影音上市的電影，如在崔弟的高飛冒險中作為一名電視台主播客串登場。
而在遊戲方面，初次登場於1996年GBC上發行的Bugs Bunny & Lola Bunny: Operation Carrot Patch，以及1998年同平台的Looney Tunes Racing，還有2000年在DC平台上的Looney Tunes: Space Race。
此外，類似的角色Lexi Bunny在樂一通超能特攻隊中出現，疑似為樂一通蘿拉兔和兔巴哥的後代子孫。